# Ophiomusium biporicum
Ophiomusium biporicum is een slangster uit de familie Ophiolepididae.
De wetenschappelijke naam van de soort werd in 1968 gepubliceerd door Castillo-Alarcon.